# Питерс, Джейн
Джейн Пи́терс (англ. Jane Peters; род. 1963, Аделаида, Южная Австралия, Австралия) — австралийская скрипачка.

## Биография
В 12 лет выиграла медаль во Франции и выступала на телевидении Австралии.
В 1982 году получила степень бакалавра, училась у Линдалл Хендриксон. Активно концертирует. Делает много записей. Работала с Филиппом Херревеге, Лучано Акочеллой, Пааво Ярви, Кеннетом Вайсом, Генриком Шерингом и другими известными музыкантами. Выступала на сценах Москвы, Милана, Сиднея, Парижа, Рима, Гонконга, Бостона, Лос-Анджелеса, Нью-Йорка, Лондона, Монте-Карло, Антверпена и других городов мира.

## Репертуар
- Феликс Мендельсон
- Камиль Сен-Санс
- Филип Гласс
- Пётр Чайковский
- Морис Равель
- Сергей Прокофьев
- Иоганнес Брамс
- Ян Сибелиус
- Иоганн Себастьян Бах
- Лучано Берио
- Вольфганг Амадей Моцарт
- Джон Адамс
- Эрих Корнгольд
- Габриель Форе
- Клод Дебюсси
- Альбер Руссель
- Янис Ксенакис
- Елена Кац-Чернин

## Награды
- 1986 — III премия VIII Международного конкурса имени П. И. Чайковского.[3]